# Sarie Magdalena Perold
Sarie Magdalena Perold (geborene Sarie Magdalena Lombard;* 19. Mai 1928 in Johannesburg; † 11. November 2011), manchmal auch als Sarie M. Perold zitiert, war eine südafrikanische Bryologin. Ihr Forschungsschwerpunkt waren die Lebermoose.

## Leben
Perold schloss 1945 die Kensington Hoërskool mit vier Auszeichnungen ab. 1946 schrieb sie sich an der Witwatersrand-Universität ein, wo sie 1949 den Bachelor of Science in Anatomie und Histologie erwarb. Von 1950 bis Mitte 1967 arbeitete sie als Laborantin für Histologie und chemische Pathologie am South African Institute for Medical Research, dann bei Irving & Robertson, einem privaten Pathologenbüro, und schließlich als Forschungsassistentin in der Abteilung für chemische Pathologie an der Wits Medical School. 1953 heiratete sie den Schriftsteller und Filmregisseur Jan Perold, der durch Afrikaans-Filme wie Die ruiter in die nag (1963) bekannt wurde. 1967 kam ihr einziger Sohn Jan zur Welt und 1968 zog die Familie von Linden in Johannesburg nach Val-de-Grace in Pretoria. Nachdem Perold 1976 ins Berufsleben zurückgekehrt war, hatte sie mehrere befristete Stellen als Lehrerin an privaten und öffentlichen Schulen in Pretoria inne. Während dieser Zeit absolvierte sie auch ein zweites Studienjahr in Zoologie und Botanik an der Universität Pretoria. 1990 graduierte sie mit der Arbeit Taxonomic relevance of the spore-wall ornamentation in the southern African species of Riccia L. (Hepaticae: Ricciaceae) zum Master und 1991 wurde sie mit der Dissertation Taxonomic revision of the Ricciaceae Reichenb. (Marchantiales: Hepaticae) in southern Africa. zum Ph.D. promoviert. Von 1992 bis 1997 dozierte sie einen Lehrgang über Bryologie an der Universität Pretoria. 
Im November 1979 trat Perold in das Botanical Research Institute ein, wo sie für die Kodierung der PRECIS-Datenbank, die Elektronenmikroskopie sowie für Revisionsstudien bei den Lebermoosen (Marchantiales und Metzgeriales) verantwortlich war.
1989 wurde sie Teilzeitassistentin von Robert Magill vom Missouri Botanical Garden, der in Südafrika die Moose für das Projekt Flora of southern Africa (FSA) überarbeitete. Im Mai 1993 ging Perold in den Ruhestand, setze aber ihre Forschungsarbeit für das South African National Biodiversity Institute (SANBI) auf Teilzeitbasis fort. Im Juni 2009 zog sie sich endgültig aus der wissenschaftlichen Arbeit zurück. Im November 2011 starb sie in einem Pflegeheim in der Nähe von Pretoria. 
Perold veröffentlichte mehr als 100 botanische Schriften, von denen die meisten in der SANBI-Hauszeitschrift Bothalia erschienen. Ihre längste Serie in Bothalia sind Studien über die Gattung Riccia (Marchantiales) aus dem südlichen Afrika mit 27 Artikeln. Sie veröffentlichte jedoch auch in mehreren internationalen Zeitschriften, darunter in Tropical Bryology, Bryologist und Nova Hedwigia. Ihre Studien über die thallosen Lebermoose (Ordnung Marchantiales) gipfelte 1999 im ersten Faszikel des Lebermoos-Bandes in der Reihe Flora of southern Africa. Perold ist Autorin oder Mitautorin von 53 neuen Lebermoostaxa (darunter 36 in der Familie Ricciaceae) und einer neuen Kombination. Sie sammelte mehr als 5000 Herbarbelege in Südafrika, Lesotho, Swasiland, Malawi, Réunion und Simbabwe. 
Perold war viele Jahre lang Mitglied der International Association of Bryologists (IAB). Von 2000 bis 2005 war sie Mitglied des ständigen Nomenklaturausschusses der International Association for Plant Taxonomy (IAPT) für Bryophyten. Im Jahr 1992 wurde sie mit dem Dyer-Preis für ihren Beitrag zur taxonomischen Forschung beim South African National Biodiversity Institute ausgezeichnet. 1993 erhielt sie die Junior Captain Scott Medal, die von der South African Academy for Science and Arts für die beste Masterarbeit an einer südafrikanischen Universität verliehen wird. Im Jahr 2011, dem Jahr ihres Todes, erhielt sie die Silbermedaille der South African Association of Botany für ihre bedeutenden Beiträge zur Förderung der Botanik in Südafrika.